# Татевська канатна дорога
39°22′52″ пн. ш. 46°14′58″ сх. д. / 39.381093° пн. ш. 46.249384° сх. д.

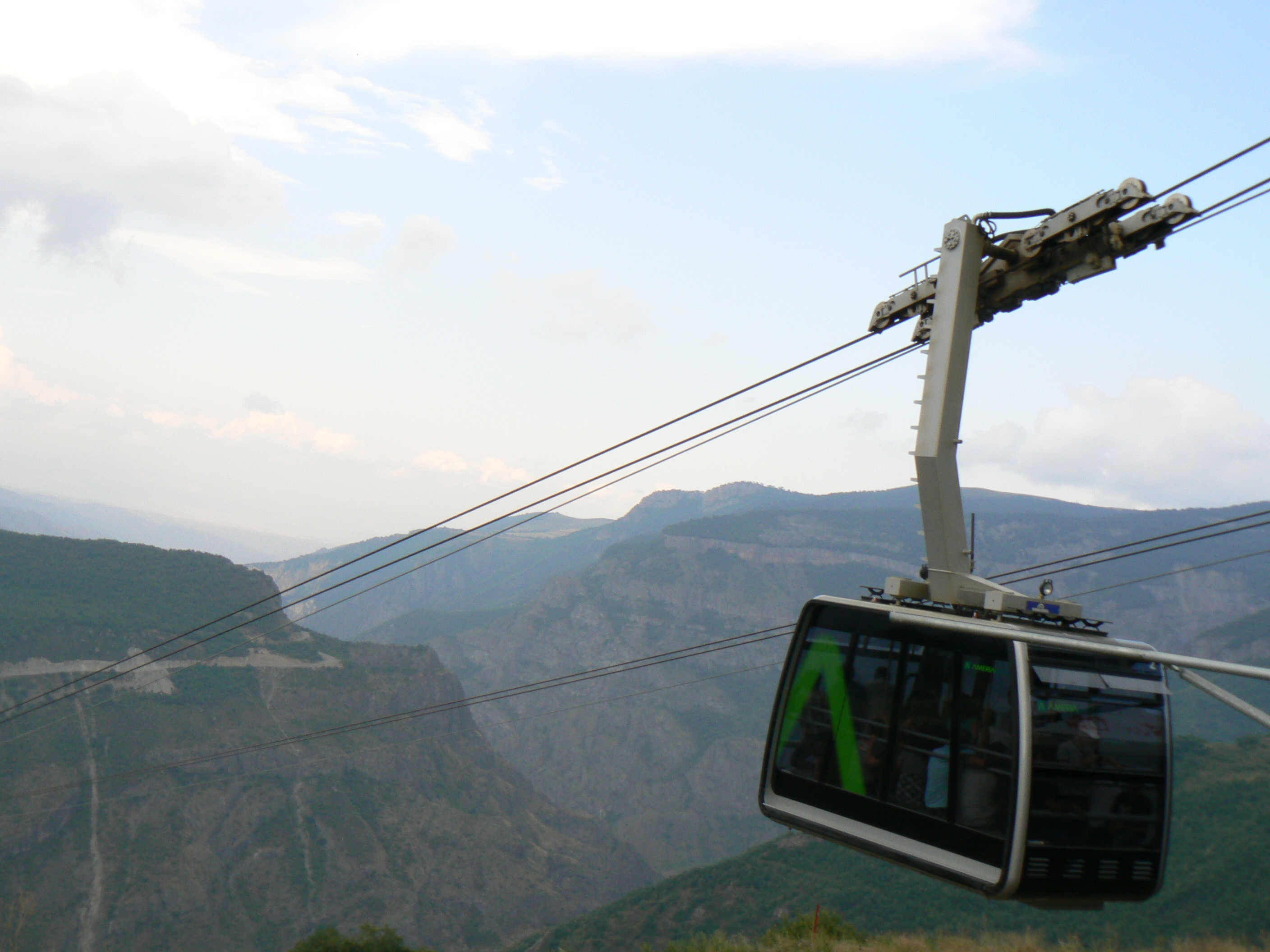
Кабінка канатної дороги

Татевська канатна дорога (вірм. Տաթևի ճոպանուղի) — найдовша у світі пасажирська канатна дорога подвійної реверсивної дії, що отримала назву «Крила Татева», розташована у Вірменії і через Воротанську ущелину поєднує села Алідзор і Татев.

## Технічні дані
Інженерна споруда «Крила Татева» простягається на 5,7 км над глибокою й живописною ущелиною річки Воротан, поєднуючи два села: Алідзор (неподалік від єреванської траси) та Татев, розташоване поблизу монастиря. Найбільша висота над ущелиною складає 320 м. Кабіна, що вміщує 25 пасажирів, рухається з максимальною швидкістю 37 км/год, проходячи шлях від точки відправлення до точки призначення за 11 хвилин 25 секунд. Підтримують кабіни 6 тросів (по три на кожну — два несучих, один для приводу). Троси спроможні утримувати вантажі, що в 10-15 разів перевищують номінальне навантаження. Основний привід дороги — два електродвигуни — один основний, один резервний. Також конструкція оснащена дизельним двигуном, який підключається у випадку припинення подачі електроенергії. Працездатність канатної дороги забезпечується навіть при вітрі силою до 70 м/с. Дорога забезпечить доступ до монастиря також і у зимовий сезон, чим сприятиме продовженню туристичного сезону у Вірменії.

Спорудження канатної дороги обійшлось у $18 млн, її будівництво фінансували в основному приватні фонди. Для місцевих жителів проїзд канатною дорогою буде безкоштовним, туристам він коштуватиме 6 євро.

## Історія

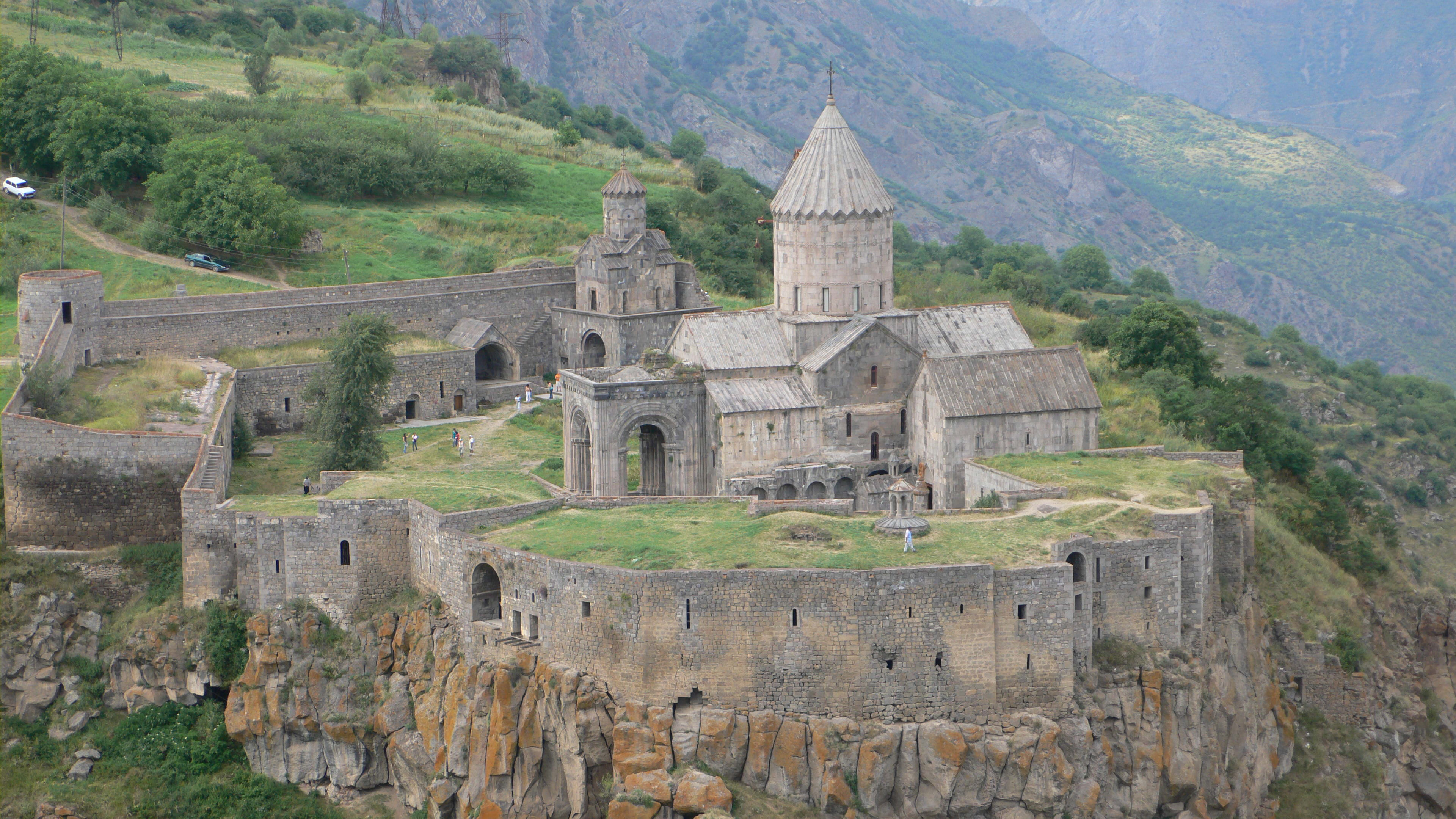
Татевський монастир, до якого веде канатна дорога

Договір про будівництво канатної дороги в Сюнікському марзі було підписано за ініціативою Фонду національної конкурентоспроможності Вірменії в липні 2009 року в Єревані. Будівництво канатної дороги є складовою частиною трьохрічної програми «Відродження Татева», загальна вартість котрої складає $45 млн. Відповідно до програми, окрім будівництва канатної дороги здійснюється реставрація монастирського комплексу Татев, у селі Алідзор повинен бути збудований готельний комплекс, витриманий у традиціях древньої архітектури. Програма також передбачає відновлення стародавніх ремесел у селі Татев.

### Відкриття
Відкриття канатної дороги, збудованої швейцарською фірмою «Гаравента», відбулося 16 жовтня 2010 року. На урочистій церемонії запуску, що широко висвітлювалась у пресі, були присутніми представники вищого керівництва Вірменії, Вірменської Апостольської Церкви, гості із різних країн світу. Першими пасажирами Татевської канатної дороги стали президент Вірменії Серж Саргсян, Католикос усіх вірмен Гарегін II, виконавчий директор Фонду національної конкурентоспроможності Вірменії Бекор Папазян і по одній дитині з довколишніх 7 сіл.

На території монастирського комплексу Татев пройшла церемонія благословіння, проведена Гарегіном II, котрий сказав: 
|  | Сповненою радістю душею вітаємо вас у цей пам'ятний день, коли зібрались ми на церемонії відкриття канатної дороги, що веде до древнього Татевського монастиря, що є добрим ділом, перетвореним ужиття віруючою душею |

За словами католикоса, Татевський монастир своєю дивовижною красою є одним із виключних творінь вірменської архітектури, і впродовж століть він був відомим центром вірменського духовного життя, науки й культури. 
|  | Всі ми раді, бо канатна дорога, як швидке крило древнього місця паломництва допоможе нам набагато легшета швидше дістатись до Татевського монастиря й причаститися сокровенного таїнства багатовікової святині, що стала місцем паломництва з апостольних часів |

За словами прем'єр-міністра Тиграна Саркісяна будівництво канатної дороги сприяє розвитку внутрішньодержавного туризму, за його словами ціллю уряду є досягнути щорічного тримільйонного потоку туристів, для досягнення чого необхідно стимулювати щорічний розвиток туристичної сфери на 15-20 відсотків.

Журналіст Financial Times Тереза Левонян, що побувала на відкритті Татевської канатної дороги зі сторінок видання заявила:
Це символічний процес, що охопив усю Вірменію — упорядковуються дороги, готелі й інша інфраструктура, необхідна для розвитку туризму, допомагаючи відкрити країну для відвідувачів.
 Відмічаючи зміни у Вірменії, що відбулись з її останнього візиту до країни вона каже:
..розквіт економіки Вірменії та активне будівництво доріг у Вірменії стимулюють розвиток туризму в цій країні. Багато іноземних компаній інвестують у курортних зонах Вірменії в будівництво санаторіїв та готелів

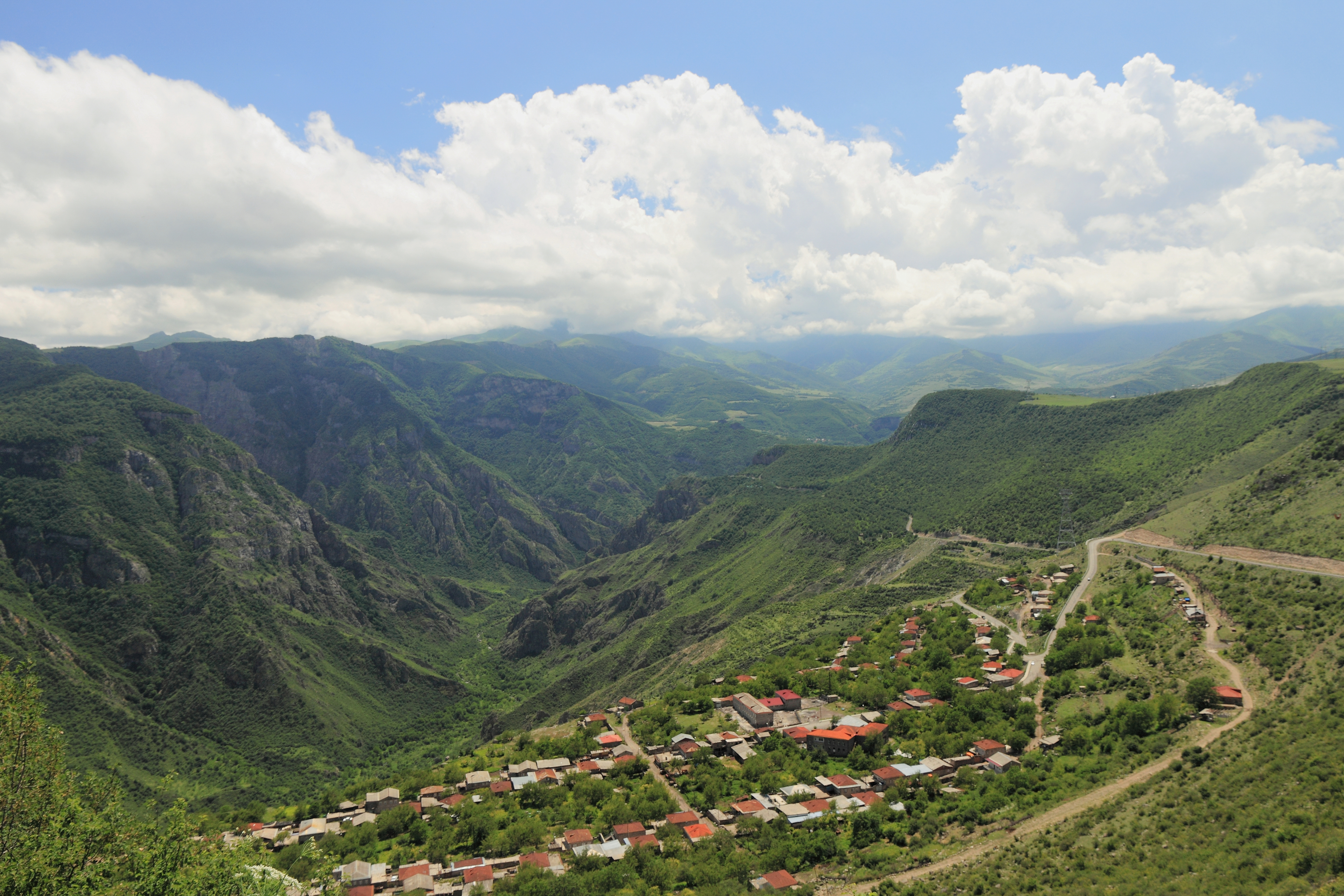
Вид на село Алідзор
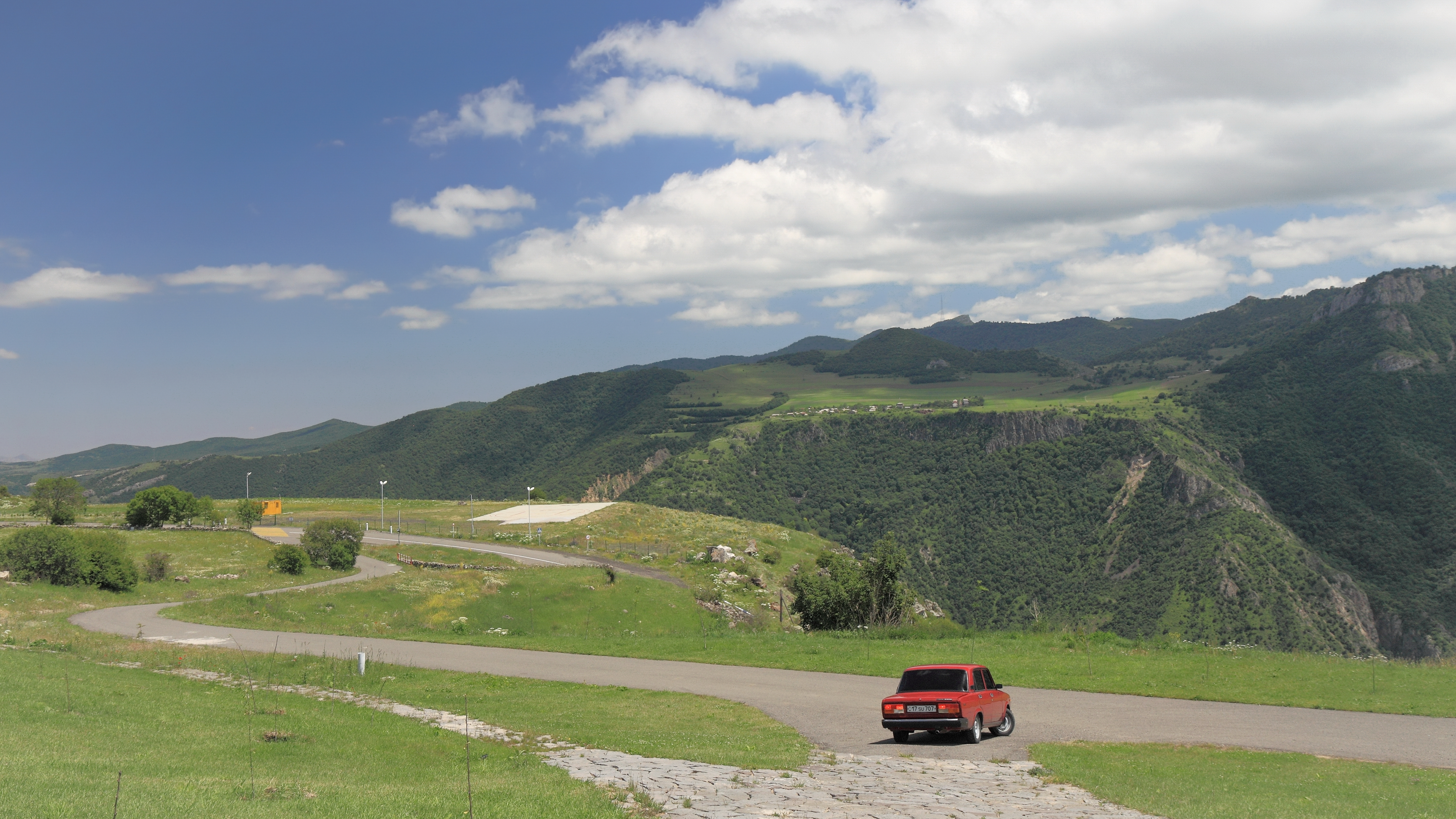
Головна дорога до комплексу Татев
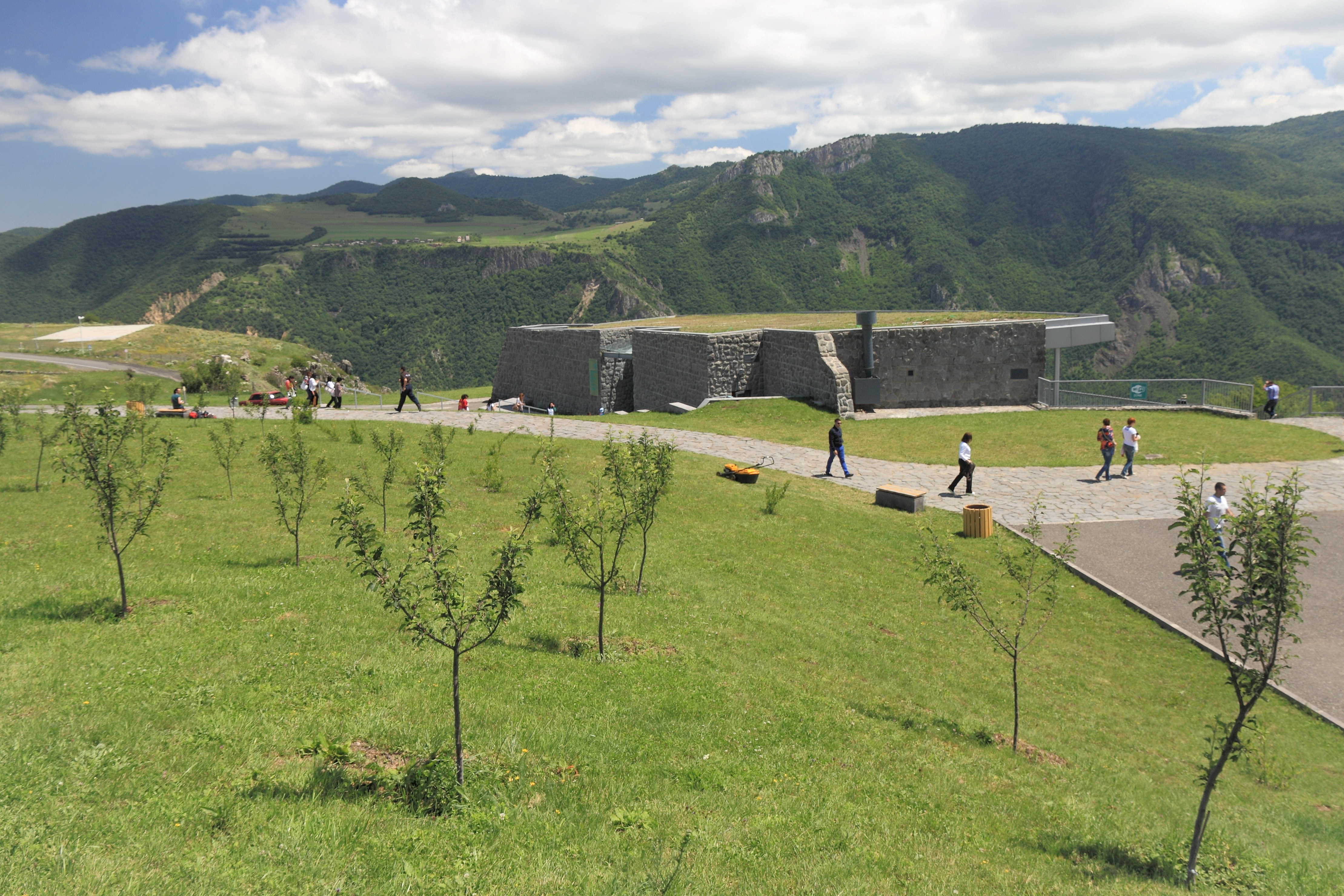
Головна будівля (офіс, каса, ресторан і туалет)
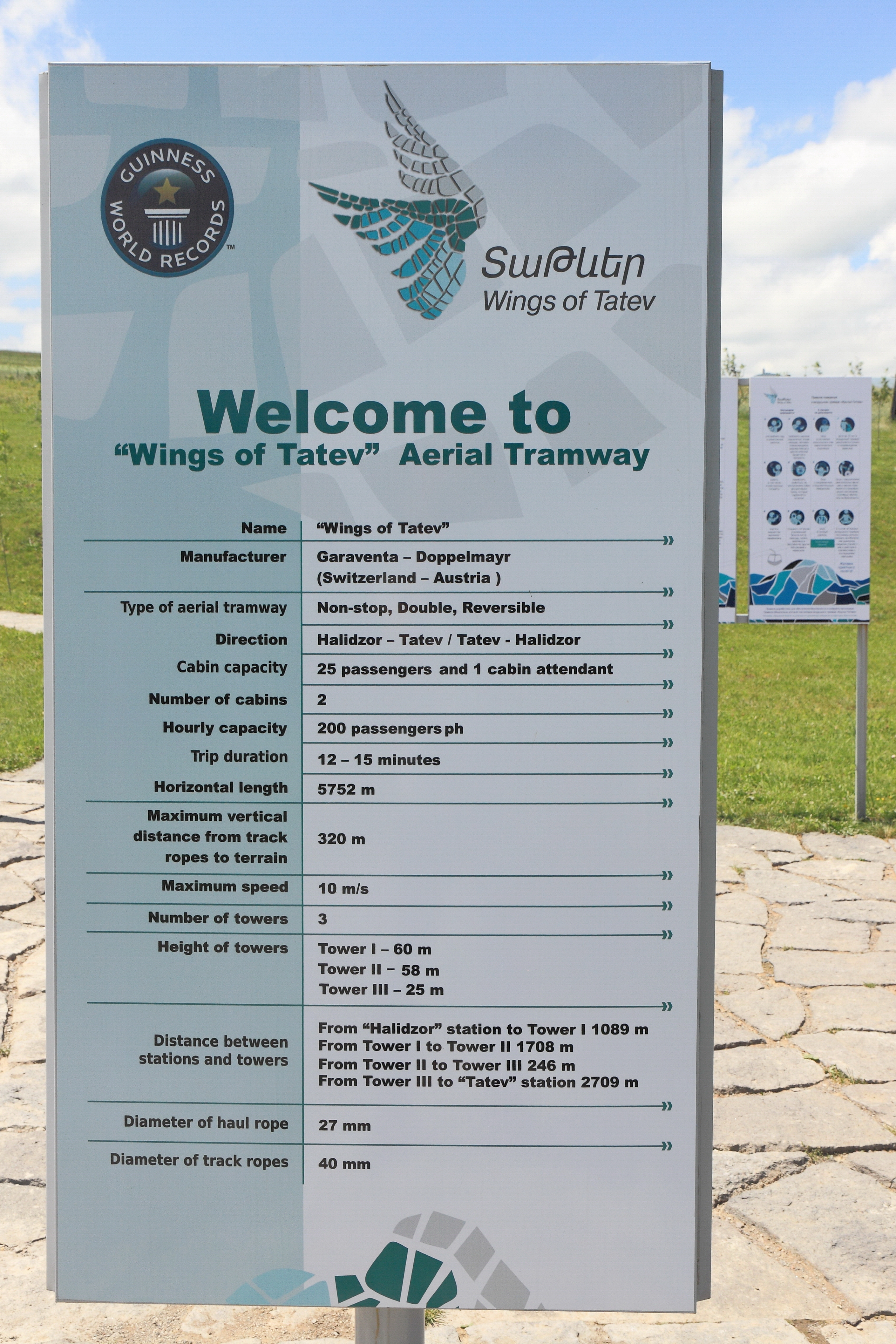
інформаційне табло
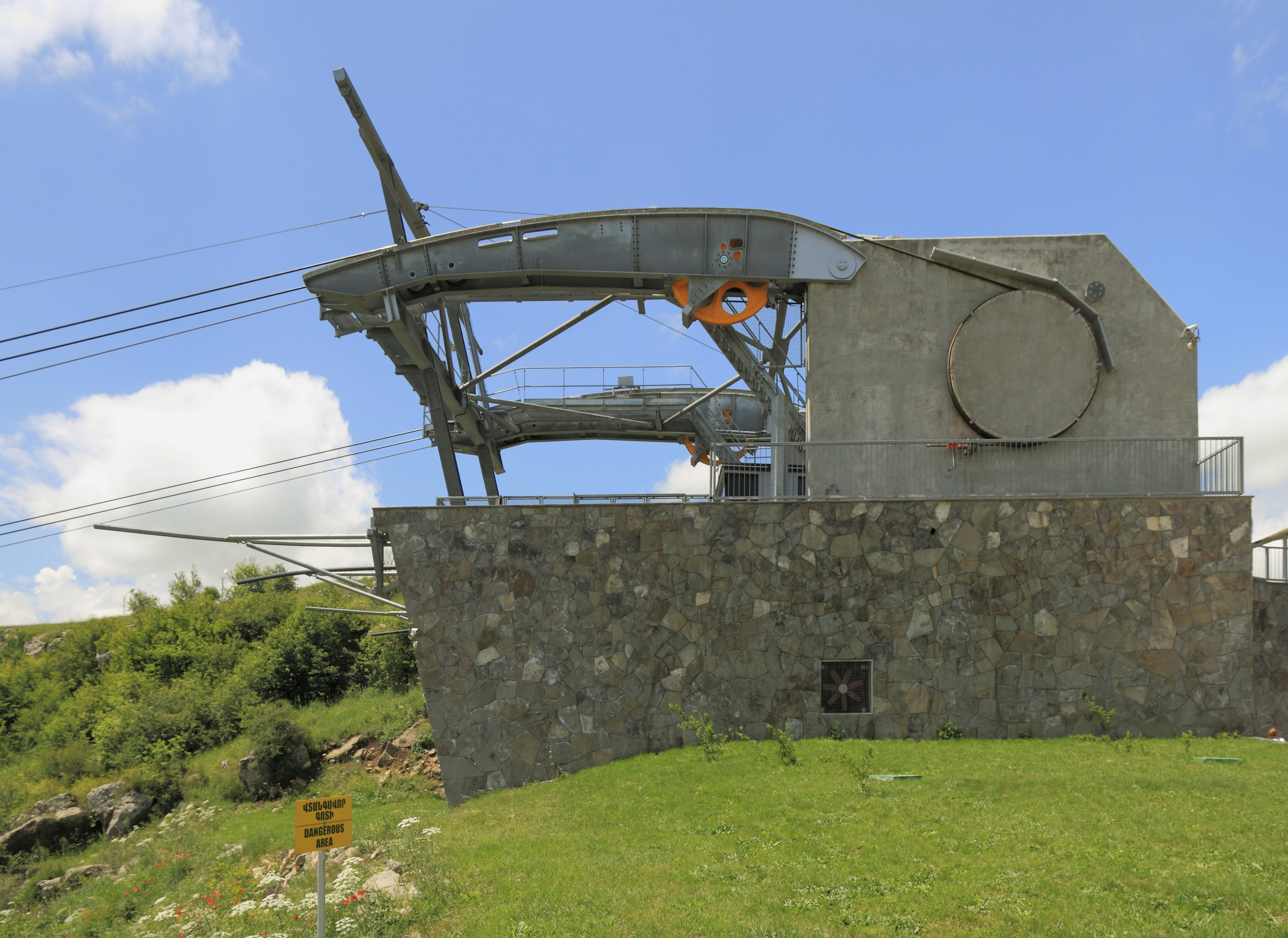
Нижня станція «Алідзор»
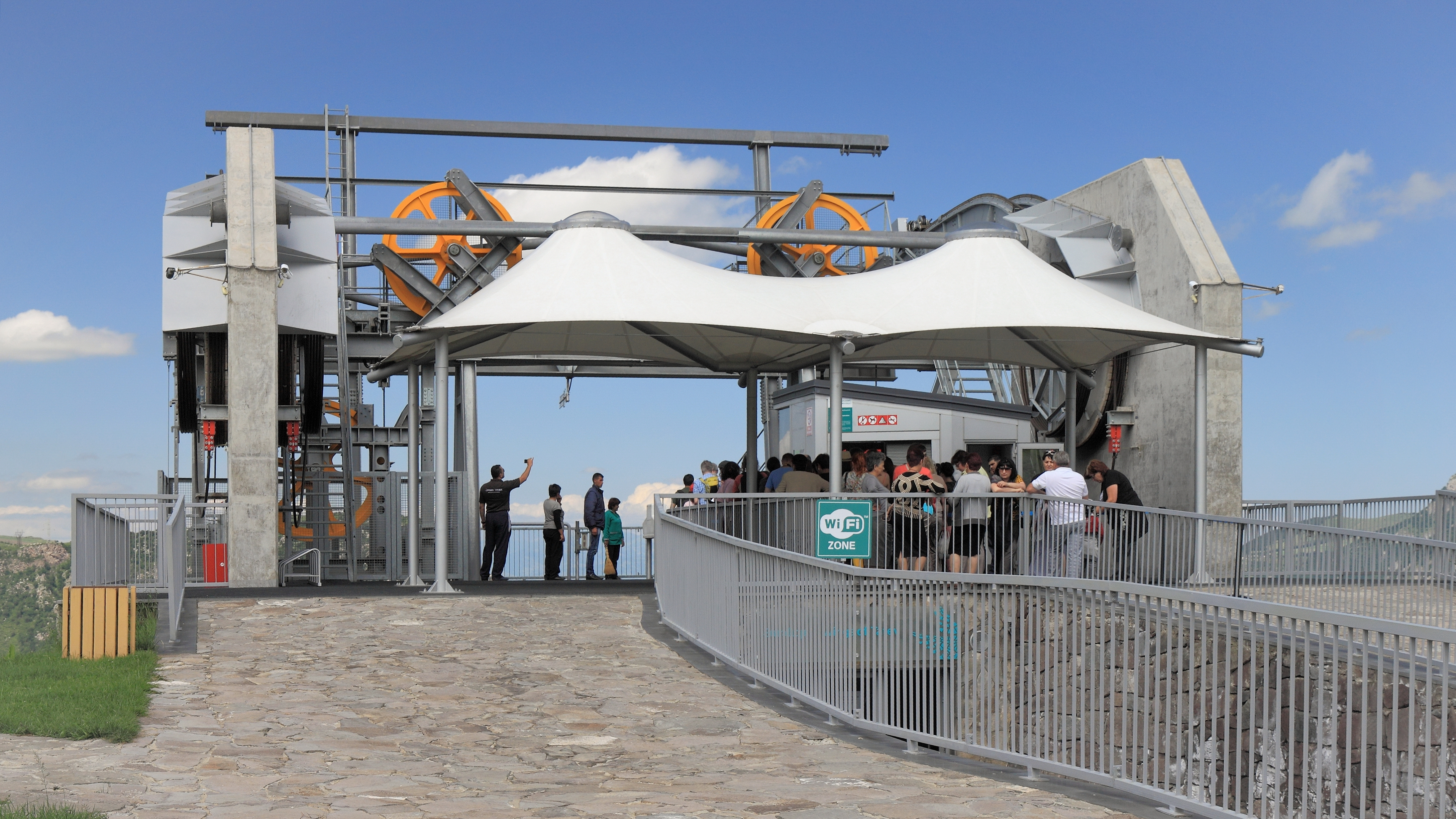
Верхня станція «Татев»